# If I Didn't Have You
If I Didn't Have You es una canción del año 2001 escrita por el compositor estadounidense Randy Newman para la película de Disney Monsters, Inc., ganadora del premio Óscar a la mejor canción original. Está cantada por los actores John Goodman y Billy Crystal, que son las voces de los personajes James P. Sullivan y Mike Wazowski.

## Descripción
La canción fue lanzada al mercado en 2001 por la compañía discográfica Walt Disney Records. Está clasificada como de género funk y jazz, con una duración de 3 min 41 s.
Randy Newman volvió a ganar el premio Óscar a la mejor canción original nueve años después por la canción We Belong Together perteneciente también a una película de animación Toy Story 3.